# نادين لبكي
نادين لبكي (ولدت 18 فبراير 1974)، هي مخرجة وممثلة لبنانية.

## السيرة

### التعليم والبداية
درست نادين لبكي الإعلام في جامعة القديس يوسف ببيروت، وأخرجت فيلم تخرجها ( 11 شارع باستير) في عام 1997 والذي نال جائزة أفضل فيلم قصير في حفل السينما العربية في المعهد العربي العالمي بباريس، وفي عام 1998 حضرت ورشة للتمثيل بمدرسة الدراما الفرنسية Cours Florent الموجودة بباريس واتجهت إلى إخراج الإعلانات والفيديو كليب لمطربين مشهورين في الشرق الأوسط، والتي حصلت من خلالها على العديد من الجوائز.

### فيلمها الأول والنجاح
في عام 2005 اشتركت لبكي في مهرجان كان السينمائي الدولي من خلال فيلمها (كراميل) سكر بنات، وهو أول عمل درامي لها، وفي عام 2006 أخرجت ومثلت واحدا من الادوار الهامة في فيلم كراميل والذي يعرض مدينة بيروت التي لم يعرفها معظم الناس، .وبدلا من ان تستعرض القضايا السياسية التي أزعجت لبنان قدمت كوميديا من خلال خمس سيدات لبنانيات يعشن في بيروت تجمعن في مركز تجميل ويناقشن القضايا المتعلقة بالحب والجنس والتقاليد والإحباط والتغيرات اليومية . تم عرض الفيلم لأول مرة خلال أسبوعي المخرجين بمهرجان كان السينمائي في 2007 ،وكان ناجحا تجاريا في صيف العام نفسه، فقد تم بيعه في جميع أنحاء العالم وحصد الجوائز الهامة في عدة مهرجانات حول العالم، حيث جعلها تلقي الكثير من الإشادة كممثلة ومخرجة علي حد سواء، ووضعها في قائمة أفضل 10 مخرجين في مهرجان صندانس السينمائي، وفي عام 2008 منحتها وزارة الثقافة والإعلام الفرنسية شارة فارس وسام الفنون والآداب
وفي عام 2010 أخرجت لبكي ولعبت دور البطولة في ثاني عمل درامي لها (وهلأ لوين؟)
الذي يتناول بحس فكاهي موضوعا حساسا وهو قصّة مجموعة من النساء مسيحيات ومسلمات من قرية لبنانية واحدة يتجاور فيها المسجد مع الكنيسة، يحاولن بكل الوسائل منع تجدد الحرب الدينية في قريتهن، تم عرض الفيلم لأول مرة بمهرجان كان السينمائي في فئة "Un Certain Regard"نظرة خاصة
عام 2011 ، وقد حقق الفيلم نجاحا دوليا حيث نال جائزة اختيار الجمهور بمهرجان تورنتو السينمائي الدولي، وحصد هذا الفيلم أيضا العديد من الجوائز الآخرى في المهرجانات حول العالم مثل : مهرجان كان ومهرجان سان سيباستيان الدولي ومهرجان ستوكهولم السينمائي، وقد تم أيضاً ترشيح الفيلم لجائزة أفضل فيلم أجنبي باختيار النقاد في لوس أنجلوس .
أعلنت لبكى في عام 2016 انها تجهز فيلمها الثالث (كفرناحوم)،  ورشح الفيلم للفوز بجائزة أوسكار كأفضل فيلم أجنبي، وفاز بجائزة لجنة التحكيم الخاصة عند عرضه الأول في مهرجان كان السينمائي، كما رُشح في القائمة القصيرة لجائزة أفضل فيلم أجنبي في جوائز أكاديمية السينما البريطانية (بافتا) وفي جوائز الكرة الذهبية (غولدن غلوب).
اختيرت كعضو لجنة تحكيم قسم نظرة خاصة Un Certain Regard بمهرجان كان السينمائي لعام 2015 .كما اختيرت لتكون عضوا في لجنة تحكيم المسابقة الرسمية في مهرجان كان لدورته الـ "77" لعام 2024.
وكممثلة لعبت لبكي دور البطولة في فيلم رصاصة طايشة من إخراج جورج هاشم عام 2010 ، ولعبت دور ثانوي في الفيلم المغربي روك ذا كاسباه Rock the Casbah من إخراج ليلي مراكشي وبطولة كلا من هيام عباس ولبني عزبال.

## الحياة الشخصية
تعد لبكى متعددة اللغات، تتحدث كلا من العربية والفرنسية والإنجليزية والايطالية بطلاقة. تزوجت الموسيقار والموزع الموسيقي خالد مزنر في عام 2007، وأنجبت طفلها الأول وليد في عام 2009. تسلمت الشهادة الفخرية من الجامعة الأمريكية ببيروت في عام 2016، وكانت المتحدثة في حفل التخرج ال 150 وأختها هي المخرجة كارولين لبكي

### عملها السياسي
كانت نادين لبكي مرشحة على لائحة الحركة السياسية الجديدة (بيروت مدينتى) في الانتخابات البلدية لبيروت مايو 2016. وعلى الرغم من حصولها على حوالى 40 بالمئة من إجمالي الاصوات المحلية فإن الحركة خسرت أمام المنافس لها (لائحة البيارتة) التي يدعمها سعد الحريري في كل الدوائر الانتخابية ال 24، ولذلك لم تحصل على مقعد واحد في ظل أول انتخابات بعد النظام السابق.

## أعمالها
| سنة  | فیلم        | عنوان | عنوان | عنوان | عنوان |
| سنة  | فیلم        | مخرج  | منتج  | كاتب  | ممثل  |
| ---- | ----------- | ----- | ----- | ----- | ----- |
|      | رماد        |       |       |       | نعم   |
|      | كلاب السبعة |       |       |       | نعم   |
|      | البوسطة     |       |       |       | نعم   |
| 2007 | سكر بنات    | نعم   |       |       | نعم   |
|      | رصاصة طايشة |       |       |       | نعم   |
| 2011 | وهلأ لوين؟  | نعم   |       |       | نعم   |
| 2018 | كفرناحوم    | نعم   |       | نعم   | نعم   |
| 2019 | 1982        |       |       |       | نعم   |
| 2022 | كوستا برافا |       |       |       | نعم   |

### إخراج الأفلام
- سكر بنات - 2007
- رصاصة طايشة - 2010
- وهلأ لوين؟ - 2011[12]
- ريو أنا أحبك [13]
- كفرناحوم 2018

### إخراج الفيديو كليب
1. طير الغرام، باسكال مشعلاني
2. شوفلك حلّ، نورا رحّال
3. ما فينا، كاتيا حرب
4. أخاصمك آه، نانسي عجرم
5. حبيب قلبي، كارول سماحة
6. الأردن، غي مانوكيان
7. يا سلام، نانسي عجرم
8. ياي، نانسي عجرم
9. اطّلع فيّ، كارول سماحة
10. جايي الحقيقة، ستار أكاديمي
11. يا شاغلني، نيكول سابا
12. بحبك موت، يوري مرقّدي
13. آه ونص، نانسي عجرم
14. لون عيونك، نانسي عجرم
15. بعينك، نوال الزغبي
16. أنت ايه، نانسي عجرم
17. اعتزلت الغرام، ماجدة الرومي
18. يا طبطب ودلّع، نانسي عجرم
19. في حاجات، نانسي عجرم
20. سيد الغاليين، راغب علامة
21. قربك نار، راغب علامة

### التمثيل
- دور ثانوي في الفيلم القصير رماد
- فيلم الكلاب السبعة
- دور علياء في فيلم البوسطة لفيليب عرقنجي.
- دور ليال في فيلمها سكر بنات.
- دور نهى في فيلم رصاصة طايشة لجورج الهاشم.
- دور أمال في فيلمها وهلأ لوين؟.
- دور ميريام في فيلم روك ذا كاسباه.
- أصحاب ولا أعز
- دور ياسمين في فيلم 1982[14]
- دور ثريا في فيلم كوستا برافا

## وصلات خارجية
- الموقع الرسمي
- نادين لبكي على موقع IMDb (الإنجليزية)
- نادين لبكي على موقع قاعدة بيانات الأفلام العربية
- نادين لبكي على موقع ألو سيني (الفرنسية)
- نادين لبكي على موقع أول موفي (الإنجليزية)
- نادين لبكي على موقع قاعدة بيانات الأفلام السويدية (السويدية)
- نادين لبكي على موقع قاعدة بيانات الفيلم (الإنجليزية)
- نادين لبكي على موقع كينوبويسك (الروسية)